# Dely Olivér György
Dely Olivér György (Nagyszalonta, 1927. április 27. – Budapest, 2003. november 19.) zoológus, herpetológus, muzeológus.

## Életpályája
Nagyváradon kezdte tanulmányait. A nagyszalontai gimnáziumban a leventemozgalom részeként az iskola leventeparancsnoka lett.
1944-ben leventeként vonult a magyar hadsereggel egészen Vas megyéig. 1945-ben szovjet hadifogságba került; a romániai Foksányon keresztül a Krím-félszigetre, a jaltai munkatáborba vitték. 1946-ban Nagyszalontára tért haza; a zöldhatáron szökött át Magyarországra. Budapesten érettségizett, majd a Pázmány Péter Egyetemen tanult; muzeológus lett. 1952–2003 között a Kétéltű- és Hüllőgyűjtemény vezetője volt a Magyar Természettudományi Múzeumban.
1951–1956 között a Magyar Természettudományi Múzeum Állattárában, a herpetológiai gyűjtemény munkatársaként dolgozott Fejérváryné Lángh Aranka Mária mellett. Az 1956-os budapesti felkelés eseményei alatt szinte teljesen megsemmisült ez a gyűjtemény. 40.000 példány volt, köztük Méhelÿ Lajos (1862–1952) gyűjteményei is elvesztek. Dely kéziratai, köztük doktori címe is, amely nyolc év munkáját képviselték, szintén msegsemmisültek; mindent elölről kellett kezdenie.
Miután a háborúnak vége lett Dely feladata volt e gyűjtemény teljes rekonstrukciója. A múzeum számos adományt kapott az európai múzeumoktól (beleértve a berlini és a prágai múzeumokat is). Karrierje végén sikerült, egy 16.000 példányból álló új gyűjteményt felépítenie.
Az 1956-ban leégett gyűjtemények pótlására 1957-ben expedíciót szervezett Egyiptomba. 1973-ban az algériai Szaharában volt expedíción. Ekkor egy éjszakai expedíció során egy eltévedt golyó súlyosan megsebesítette.
83 tudományos cikket tett közzé, gyakran hazája faunájából.

## Családja
Szülei: Dely Géza és Bajor Mária voltak. 1965-ben házasságot kötött Draskovits Ágnessel, aki vele egy intézményben dolgozott.

## Művei
- „Examen du Triton alpestre (Triturus alpestris Laurenti) spécialement en vue des populations de la Hongrie et des Carpathes” (1959)
- „Examen Biométrique, Ethologique et Oecologique du Triton alpestre (Triturus alpestris Laurenti) des Populations du Bassin des Carpathes” (1960)
- „Contribution a l’étude systématique, zoogéographique et génétique de Rana arvalis arvalis et Rana arvalis wolterstorffi” (1964)
- „Schildkrötenreste (Emys orbicularis L.) aus Awaren- und LongobardenGräbern” (1965)
- „Kétéltűek – Amphibia. – Magyarország Állatvilága” (1967)
- „Adatok a kárpát-medencei törékeny gyík (Anguis fragilis Linnaeus) rendszertanához és elterjedéséhez“ (1972)
- „Hüllők – Reptilia. – Magyarország Állatvilága” (1978)
- „Analyse der morphologischen Eigentümlichkeiten drei mongolischer Eremias-Arten“ (1979)
- „Weitere Beiträge zur Kenntnis des Vipera ursinii-Formenkreises” (1984)

## Fordítás
- Ez a szócikk részben vagy egészben  az   Olivér György Dely című francia Wikipédia-szócikk ezen változatának fordításán alapul.  Az eredeti cikk szerkesztőit annak laptörténete sorolja fel. Ez a jelzés csupán a megfogalmazás eredetét és a szerzői jogokat jelzi, nem szolgál a cikkben szereplő információk forrásmegjelöléseként.